# Matusalén
Matusalén (en hebreo: מתושלח Meṯūšélah "Hombre de la jabalina"; en griego: Μαθουσάλας Mathousalas) es un personaje de la Biblia y antediluviano, hijo de Enoc, padre de Lamec y abuelo de Noé (quien fue el último de estos patriarcas). Se trata de la persona más longeva en la Biblia, con 969 años.Su conmemoración como santo se celebra el 22 de febrero.

## Menciones
Se menciona a Matusalén en el pasaje 5:21-27 del Génesis, como parte de la genealogía que conecta a Adán con Noé. Ésta se repite, sin la cronología, en I Crónicas 1:3, y además aparece en Lucas 3:37. Lo siguiente proviene de la traducción de la Biblia de Reina-Valera (1960):

Vivió Enoc sesenta y cinco años, y engendró a Matusalén. Y caminó Enoc con Dios, después que engendró a Matusalén, trescientos años, y engendró hijos e hijas. Y fueron todos los días de Enoc trescientos sesenta y cinco años. Caminó, pues, Enoc con Dios, y desapareció, porque le llevó Dios.

Vivió Matusalén ciento ochenta y siete años, y engendró a Lamec. Y vivió Matusalén, después que engendró a Lamec, setecientos ochenta y dos años, y engendró hijos e hijas. Fueron, pues, todos los días de Matusalén novecientos sesenta y nueve años; y murió.
Génesis 5:21–27

Estos versos se encuentran en tres manuscritos tradicionales, el Texto masorético, la Septuaginta y el Torá samaritano. Estas tres tradiciones no coinciden entre ellas. Las diferencias a este respecto pueden resumirse como sigue:
| Texto                      | Edad al nacimiento de su hijo | Vida restante | Edad de muerte | Fecha de muerte                                               |
| -------------------------- | ----------------------------- | ------------- | -------------- | ------------------------------------------------------------- |
| Masorético                 | 187                           | 782           | 969            | Muere en 1656 Anno Mundi, el año del Diluvio, con 969 años.   |
| Septuaginta (Alexandrinus) | 187                           | 782           | 969            | Muere en 2256 AM, seis años antes del Diluvio (2262 AM).      |
| Septuaginta (Vaticanus)    | 167                           | 802           | 969            | Muere en 2256 AM, catorce años después del Diluvio (2242 AM). |
| Samaritano                 | 67                            | 653           | 720            | Muere en el año del Diluvio (1307 AM).                        |

Ha habido numerosos intentos de explicar estas diferencias: el más obvio es la corrupción accidental por los copistas y traductores. Algunos errores pueden ser el resultado de intentos de corregir los anteriores. Gerhard Larsson ha sugerido que los rabinos que tradujeron la Septuaginta del hebreo al griego en Alejandría alrededor del siglo III a. C. advirtieron que el historiador egipcio Manetón no había mencionado en absoluto el Diluvio, aumentando las edades de los patriarcas para hacer retroceder la época del Diluvio anterior a la primera dinastía egipcia. Otro posible error fue una mala traducción en la que se confundieron los años solares con los meses lunares, con lo que supuestamente tendría 72 años.

## Cultura popular
A raíz de la extrema longevidad de este personaje, han surgido diversos dichos y expresiones populares para denotar a modo de exageración (y veces de forma sarcástica o como burla) a una persona muy vieja o algo que es muy antiguo: «ser más viejo que Matusalén», «tener más años que Matusalén», «tener el don de Matusalén», etcétera.